# Enriqueta Gallinat i Roman
Enriqueta Gallinat i Roman (Barcelona, juliol de 1909 - juliol de 2006) fou una política catalana.

## Biografia
Va néixer al barri del Raval de Barcelona, al carrer de Ponent, actualment de Joaquín Costa. Amb dotze anys va començar a estudiar a l'Institut de Cultura de la Dona. Després d'obtenir el títol de professora de taquimecanografia, treballà de secretària. El seu pare, soci del Foment Republicà Autonomista i Català, entitat que va passar a formar part d'Esquerra Republicana de Catalunya el 1931, la introduí en la política. A partir d'aquest període Enriqueta coneixeria gent que després tindria càrrecs públics: Rovira i Virgili, amb el qual compartiria anys més tard exili a Perpinyà i Montpeller, Josep Sunyol, Bofill i Matas, exprofessor de l'Enriqueta a l'Institut de Cultura. El març de l'any 1931 s'integra dins del moviment femení d'Esquerra Republicana de Catalunya, partit creat recentment, comença a treballar al Negociat de Cultura de l'Ajuntament i participa activament en la campanya de recollida de signatures a favor del sufragi femení i per l'Estatut d'Autonomia. Poc després és secretària personal del tinent de batlle Hilari Salvadó, que el 1938 es convertí en el darrer alcalde republicà de Barcelona.
El 1934 es casà amb Enric Tubau, director d'El Noticiero Universal i els padrins del casament foren Lluís Companys i Joan Casanovas i Maristany, president del Parlament de Catalunya. Van tenir un fill, Josep Maria.
El 1936, quan esclatà la guerra civil espanyola, juntament amb altres dones de diferents partits i organitzacions, fundà la Unió de Dones de Catalunya de la qual va ser secretària d'Agitació i Propaganda, tasca que combinà amb la de secretària del batlle, el darrer alcalde republicà de Barcelona, Hilari Salvadó i Castell.
El 1939 s'exilià a França i col·laborà amb la Resistència participant en les xarxes d'evasió de refugiats catalans i espanyols que fugien de l'ocupació nazi des de Perpinyà i Oceja. El febrer de 1943 s'assabenta que és a una llista de jueus per a ser deportats als camps nazis i decideix tornar a Barcelona. Allà és detinguda per la policia franquista i empresonada quasi un any a la presó de les Corts. Quan surt de la presó, malgrat va ser constantment vigilada com a «roja-separatista» participà, juntament amb antigues companyes de la Unió de Dones, en l'organització de col·lectius de suport als presoners i continuà col·laborant clandestinament amb ERC. Va haver de treballar traduint llibres del francès, en una casa d'antiguitats, de caixera al restaurant Sandor i de directora d'un hotel a Sitges, on es traslladà a viure fins als seixanta anys.
En la democràcia, va ser membre del Consell Executiu i de la Mesa del Consell Nacional d'ERC, a més de secretària dels Drets de la Persona i de la Secretaria de la Dona, i esdevingué un dels membres més veterans del partit. També fou Consellera Municipal del Districte de l'Eixample i membre executiu de l'Institut Català de la Dona.
A la mort d'Enric Tubau retornà a Barcelona, on visqué sola fins a la seva mort.
El 1996 va rebre la Creu de Sant Jordi i el 1997 va participar en la fundació de l'Associació Les Dones del 36, que aqueix mateix any va rebre el Premi Maria Aurèlia Capmany de l'Ajuntament de Barcelona. El 2002 va rebre la Medalla d'Honor de Barcelona.